# Koukou Roukou
Koukou Roukou (Koukouroukou) – wafelek przekładany kremem o smaku kakaowym; produkowany przez przedsiębiorstwo BINGO S.A. z siedzibą w Jerakas (Grecja).
Na początku lat 90. XX wieku był eksportowany do krajów Europy Środkowej (Polska, Czechosłowacja). Do opakowania produktu dołączona była kolorowa naklejka samoprzylepna przeznaczona do kolekcjonowania.
W latach 90. XX wieku przeprowadzono akcję promocyjną, z reklamami w TV i chwytliwym wierszykiem. Po pewnym czasie pojawiła się przekazywana nieoficjalnie informacja, że batonik zawiera rakotwórcze składniki, wykorzystywane do jego produkcji. Wśród dzieci pojawiła się parafraza wierszyka reklamowego o treści Kukuruku jest trujące, rakotwórcze i śmierdzące. Nadziewane heroiną, a od tego dzieci giną. Jak Wałęsa go spróbował to od razu wykitował. Jeśli chcesz być narkomanem Kukuruku polecane! lub podobnej. Na polskim rynku wafelek pojawił się ponownie  na początku drugiej dekady XXI wieku.